# Phlyctimantis keithae
Phlyctimantis keithae är en groddjursart som beskrevs av Schiøtz 1975. Phlyctimantis keithae ingår i släktet Phlyctimantis och familjen gräsgrodor. IUCN kategoriserar arten globalt som sårbar. Inga underarter finns listade i Catalogue of Life.